# René Heinersdorff

René Heinersdorff (Dez. 2012)

René Heinersdorff (Jan. 1981)

René Heinersdorff (Feb. 1981)

René „Robby“ Heinersdorff (* 29. September 1963 in Düsseldorf) ist ein deutscher Schauspieler, Synchronsprecher, Regisseur, Autor und Theaterdirektor.

## Leben
René Heinersdorff folgte nach seinem Studium der Philosophie und Germanistik an der Heinrich-Heine-Universität Düsseldorf den Aktivitäten seiner Familie. Schon sein Großvater René senior besaß einen Konzertsaal, den Ibach-Saal in der Schadowstraße in  Düsseldorf, und einen Musikalienhandel; seine Eltern betrieben eine bekannte Konzertagentur. René Heinersdorffs Vater, der auch René hieß, starb 2014 im Alter von 77 Jahren.
Heinersdorff absolvierte bei Harald Leipnitz eine Ausbildung zum Schauspieler und Regisseur. Eine Gesangsausbildung erhielt er bei Ruth Grünhagen. Zu seinen Förderern gehörte auch Wolfgang Spier.
1994 gründete Heinersdorff das Boulevardtheater Theater an der Kö. Bekannt wurde er aber als Darsteller in der Sitcom Drei Mann im Bett, und vor allem als Lothar Fuchs in Die Camper auf RTL.
Neben seinem Engagement für sein eigenes Theater an der Kö in Düsseldorf wirkt er als Autor und Regisseur in Köln für das von seiner Mutter Barbara eröffnete Theater am Dom.
2016 übernahm er als drittes Haus das 1991 eröffnete Theater im Rathaus in der Essener Innenstadt.
Am 26. Oktober 2021 hat der bisherige Alleingesellschafter der Theaterbetriebe Margit Bönisch GmbH Thomas Pekny 51 Prozent seiner Anteile an René Heinersdorff übertragen, die seit dem Jahre 1992 Pächterin der Komödie im Bayerischen Hof in München ist. Seitdem hat Heinersdorff auch die Geschäftsführung der GmbH inne. Als geschäftsführender Manager sowie künstlerischer Leiter von nunmehr vier Privattheaterbetrieben wurde Heinersdorff (Stand 2021) auch Vorsitzender der Privattheatergruppe im Deutschen Bühnenverein.
Heinersdorff war mit der Schauspielerin Jeannine Burch verheiratet. Gemeinsam haben sie einen Sohn (* 2004). Beide gaben Ende Februar 2007 ihre Trennung bekannt.
Im Dezember 2021 teilte die Findungskommission für die Landesbühne Rheinland-Pfalz Schloss Neuwied mit, dass unter rund 40 Mitbewerbern Heinersdorff als designierter neuer Intendant der Landesbühne ab der Spielzeit 2023/2024 ausgewählt wurde. Von ihm wurde zugesagt, dass er dann Produktionen für die vier Boulevard-Theaterbühnen in Neuwied produzieren lassen möchte, so dass die Werkstätten, die Probebühne, das Gästehaus und die gesamte Infrastruktur in Neuwied weit besser ausgelastet und somit zukunftssicher würden.
Als Autor schrieb Heinersdorff 20 Theaterstücke, die zum Teil überregional (auch im europäischen Ausland) aufgeführt oder im Fernsehen gezeigt wurden.

## Filmografie (Auswahl)
- 1986: Wenn schon, denn schon
- 1987: Drei Damen vom Grill (Folge: Bella Venezia)
- 1988: Der Alte (Folge: Ein ganz gewöhnlicher Mord)
- 1988: Eichbergers besondere Fälle
- 1989: Die Schwarzwaldklinik (Folge: Arzt unter Verdacht)
- 1992: Happy Holiday (Folge: Keine Angel ohne Haken)
- 1993: Derrick (Folge: Ein Objekt der Begierde)
- 1994–1995: Drei Mann im Bett (Fernsehserie)
- 1998: Wettlauf mit dem Tod – Das Geiseldrama von Gladbeck (Fernsehfilm)
- 1999: Gomez – Kopf oder Zahl
- 1998–2005: Die Camper (Rolle: Lothar Fuchs)
- 2005: Ewig rauschen die Gelder
- 2007: Speed Dating
- 2009: Mullewapp – Das große Kinoabenteuer der Freunde
- 2010: Chiemgauer Volkstheater (Folge: Auf Opa ist Verlass)
- 2010: Hausmeister Krause – Ordnung muss sein (Folge: Die Kanzlerin kommt, als Ober)
- 2013: Chiemgauer Volkstheater (Folge: Ahoi am Chiemsee)
- 2015: Heldt (Folge: Traumpaar)
- 2018: Chiemgauer Volkstheater (Folge: Ein guter Rutsch)
- 2020: Rentnercops: Jeder Tag zählt! (Fernsehserie, Folge: Ich bring dich um)
- 2022: Horst Lichter – Keine Zeit für Arschlöcher